# کله گوک (لاشار)
کله گوک (نیک‌شهر)، روستایی از توابع بخش مرکزی شهرستان لاشار در استان سیستان و بلوچستان ایران است.

## جمعیت
این روستا در دهستان چانف قرار دارد و براساس سرشماری مرکز آمار ایران در سال ۱۳۸۵، جمعیت آن ۱۲۲ نفر (۲۰خانوار) بوده‌است.